# Bibie
Pour les articles homonymes, voir Bibi.
Béatrice Adjorkor Anyankor, dite Bibie ou Bibi, est une chanteuse ghanéenne, née le 9 janvier 1957 à Accra (Côte-de-l'Or, aujourd'hui Ghana).
Elle est notamment connue pour son tube Tout doucement, en 1985.

## Biographie
Béatrice Adjorkor Anyankor naît le 9 janvier 1957, à Accra, dans la Côte-de-l'Or (devenue Ghana, depuis mars 1957), dans une famille de diplomates. Elle suit, dans son enfance, sa famille au gré des affectations de son père, notamment en Europe, au Liban, et au Sénégal. Alors qu'elle est encore adolescente, sa mère, lassée de changer de pays tous les deux ans, rentre au Ghana avec ses enfants. Anglophone de naissance, Bibie étudie le français, parlé dans les pays environnant le Ghana. À l’âge de 14 ans, elle passe pour la première fois à la télévision grâce à un concours de chanson. Les trois années suivantes, Bibie devient une habituée des plateaux de télévision, tout en poursuivant sa scolarité.
Dès 1972, elle décide de faire de la musique et de la chanson sa profession. Elle s’établit à Londres et intègre un orchestre. À 20 ans, mère d’un petit garçon, elle rentre au pays. Elle chante dans les bars d’hôtels. Une succession de coups d'État au Ghana dans les années 1970 perturbe son activité. « Le couvre-feu nous empêchait de nous produire le soir », explique-t-elle. En 1981, elle s'installe à Lagos, au Nigeria, où la situation politique n’est guère plus stable. Elle a 24 ans. À Lagos, elle devient la coqueluche de Fela Kuti et chante dans un club de la ville. Après le Nigeria, elle s’installe en Côte d'Ivoire.
Après s'être essayée à plusieurs styles de musique afro-américaine, son parcours la mène vers Paris où elle adopte le nom de scène de Bibie et rencontre le compositeur Jean-Paul Dréau qui lui écrit Tout doucement (tout simplement). Cette chanson sortie en 45 tours (avec Tam-tam Man en face B) et sur son premier album Bibie devient un énorme succès en 1985. Disque d'or, repris par elle-même en anglais sous le titre Breaking My Heart et en italien par Dalida sous le titre Semplicemente cosi. C'est sans conteste le titre de Bibie qui a le plus contribué à sa notoriété. Elle est devenue la première Ghanéenne à vendre plus d'un million de disques à l'échelle internationale et la première musicienne ghanéenne de notoriété internationale. Elle a ouvert la voie à des artistes comme Angélique Kidjo.
En 1989, elle participe à la chanson collective Liban. Au début des années 1990, elle continue sa carrière, mais l'engouement du public pour ses chansons n'est plus le même. Elle fait ainsi partie de ces chanteuses, comme Sabine Paturel ou Desireless, qui sont principalement connues pour une seule chanson et ont connu le sommet de leur gloire au temps du Top 50, mais ont été un peu oubliées par la suite. Elle participe aux tournées des stars des années 1980 organisées en France, ainsi qu'à l'émission Retour gagnant, le 13 février 2004, et à la RFM PARTY 80 Love & Party (partie « Love » pour Bibie), un spectacle réunissant là encore des chanteurs des années 1980 (Jean-Pierre Mader, Émile et Images, François Feldman, etc.). Entretemps, elle est revenue au Ghana et y a ouvert un café-théâtre.

## Discographie

### Singles
| Année | Single                                         | Classement des ventes | Classement des ventes | Classement des ventes | Album           |
| Année | Single                                         | FR                    | NL                    | GER                   | Album           |
| ----- | ---------------------------------------------- | --------------------- | --------------------- | --------------------- | --------------- |
| 1985  | Tout simplement (tout doucement)               | 2                     | —                     | —                     | Bibie           |
| 1986  | Le cœur en larmes (j’me sens seule)            | —                     | —                     | —                     | Bibie           |
| 1986  | Les femmes reviennent et les hommes s'en vont  | —                     | —                     | —                     | Bibie           |
| 1986  | J'veux pas l'savoir                            | 6                     | —                     | —                     | Bibie           |
| 1988  | Tendress’ moi                                  | —                     | —                     | —                     | Tendress’ moi   |
| 1988  | En souvenir de moi                             | —                     | —                     | —                     | Tendress’ moi   |
| 1989  | Tendresse et Passion : Générique du feuilleton | —                     | —                     | —                     |                 |
| 1990  | La P’tite Black                                | —                     | —                     | —                     | La p’tite Black |